# Az-Zubara
Az-Zubara (arab. ‏الزبارة‎, Az-Zubāra) – zniszczone i opuszczone miasto w Katarze, w prowincji Asz-Szamal. Położone jest na zachodnim wybrzeżu północnego Kataru, około 105 km od Dohy. Miasto jest znane z fortu Az-Zubara. W 2013 roku miasto zostało wpisane na listę światowego dziedzictwa UNESCO.

## Historia
Az-Zubara została założona w drugiej połowie XVIII wieku przez kuwejckich kupców. Miasto wzbogacało się na handlu z innymi państwami Zatoki Perskiej. Było również znane z połowu pereł. Miało powierzchnię około 5 km². W 1811 roku miasto zostało zniszczone, a w końcówce XIX wieku opuszczone przez mieszkańców. Ruiny miasta przykrył piasek przywiany z pustyni. W XX wieku część miasta została odkryta i odkopana przez archeologów.